# ريبولي
ريبولي (بالروسية: Роболы، بالفنلندية: Repola، بالكاريلية: Rebol´ä) هي مستوطنة في جمهورية كاريليا التابعة للاتحاد الروسي على الحدود الفنلندية. في 1926 كان عدد سكان المستوطنة 1.465 نسمة وفي 2010 بلغوا 258 نسمة.

## وصلات خارجية
- بلدية ريبولي – الموقع الرسمي